# Neolimonia
Neolimonia är ett släkte av tvåvingar som beskrevs av Alexander 1964. Neolimonia ingår i familjen småharkrankar.

## Bildgalleri

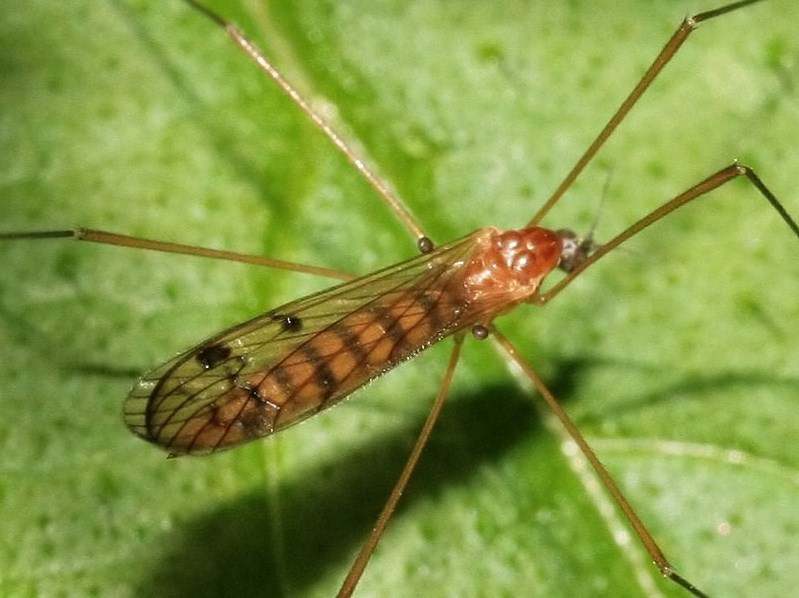

## Dottertaxa tillNeolimonia, i alfabetisk ordning[1][2]
- Neolimonia amazonica
- Neolimonia argenteceps
- Neolimonia austera
- Neolimonia bimucronata
- Neolimonia borinquensis
- Neolimonia caribaea
- Neolimonia cordillerensis
- Neolimonia cuzcoensis
- Neolimonia deceptrix
- Neolimonia dicax
- Neolimonia domballah
- Neolimonia dumetorum
- Neolimonia eiseni
- Neolimonia euryleon
- Neolimonia gurneyi
- Neolimonia hesione
- Neolimonia horrenda
- Neolimonia huacapistanae
- Neolimonia hyperphallus
- Neolimonia immodica
- Neolimonia indomita
- Neolimonia jamaicensis
- Neolimonia lachesis
- Neolimonia lawlori
- Neolimonia ludibunda
- Neolimonia lustralis
- Neolimonia macintyrei
- Neolimonia onoma
- Neolimonia optabilis
- Neolimonia pastazicola
- Neolimonia porrecta
- Neolimonia precipua
- Neolimonia quadricostata
- Neolimonia rara
- Neolimonia remissa
- Neolimonia roraimae
- Neolimonia sanctaemartae
- Neolimonia scabristyla
- Neolimonia subdomita
- Neolimonia sublustralis
- Neolimonia subporrecta
- Neolimonia tragica
- Neolimonia velasteguii